# Bắc Kạn
Bắc Kạn (pronunciaciónⓘ) es la capital de la provincia de Bắc Kạn, Vietnam. La única ciudad de la provincia, limita con el distrito de Bạch Thông al norte, noreste y oeste y el distrito de Chợ Mới al sureste y suroeste.
En 2019 tenía una población de 45 036 personas. La ciudad tiene sus orígenes en un fuerte establecido en 1880 y fue nombrada como ciudad el 11 de marzo de 2015. Se divide en seis distritos: Nguyễn Thị Minh Khai, Đức Xuân, Sông Cầu, Phùng Chí Kiên, Huyền Tụng y Xuất Hóa, y dos municipios: Dương Quang y Nông Thượng.

## Historia
Bắc Kạn se estableció como un fuerte en 1880 para las tropas del gobierno de Nguyễn durante la revuelta de Li Yung Choï de 1878, coincidiendo con la llegada del Ejército de la Bandera Negra. Tras la captura y decapitación de Li, los restos de su grupo se reformaron bajo el mando de Liu Zhiping y con 5000 hombres atacaron el fuerte defendido por 300 soldados anamitas en 1881.
La ciudad de Bắc Kạn fue uno de los primeros cuarteles generales del Việt Minh en la guerra contra los franceses. Jean Étienne Valluy tenía como objetivo rodear el área y capturar la ciudad en la Operación Léa entre el 7 de octubre y el 22 de diciembre de 1947. Una caída en paracaídas tomó por sorpresa al Việt Minh y se apoderaron de las cartas dejadas en el escritorio de Hồ Chí Minh. Tanto Hồ como Võ Nguyên Giáp escaparon escondiéndose en agujeros camuflados cercanos. También fue un área de lucha entre los comunistas y las fuerzas armadas del Việt Nam Quốc Dân Đảng.

## Clima
| Parámetros climáticos promedio de Bắc Kạn                                    | Parámetros climáticos promedio de Bắc Kạn | Parámetros climáticos promedio de Bắc Kạn | Parámetros climáticos promedio de Bắc Kạn | Parámetros climáticos promedio de Bắc Kạn | Parámetros climáticos promedio de Bắc Kạn | Parámetros climáticos promedio de Bắc Kạn | Parámetros climáticos promedio de Bắc Kạn | Parámetros climáticos promedio de Bắc Kạn | Parámetros climáticos promedio de Bắc Kạn | Parámetros climáticos promedio de Bắc Kạn | Parámetros climáticos promedio de Bắc Kạn | Parámetros climáticos promedio de Bắc Kạn | Parámetros climáticos promedio de Bắc Kạn |
| Mes                                                                          | Ene.                                      | Feb.                                      | Mar.                                      | Abr.                                      | May.                                      | Jun.                                      | Jul.                                      | Ago.                                      | Sep.                                      | Oct.                                      | Nov.                                      | Dic.                                      | Anual                                     |
| ---------------------------------------------------------------------------- | ----------------------------------------- | ----------------------------------------- | ----------------------------------------- | ----------------------------------------- | ----------------------------------------- | ----------------------------------------- | ----------------------------------------- | ----------------------------------------- | ----------------------------------------- | ----------------------------------------- | ----------------------------------------- | ----------------------------------------- | ----------------------------------------- |
| Temp. máx. abs. (°C)                                                         | 30.8                                      | 35.8                                      | 36.4                                      | 37.3                                      | 40.5                                      | 39.4                                      | 37.8                                      | 37.4                                      | 36.7                                      | 34.2                                      | 32.9                                      | 31.9                                      | 40.5                                      |
| Temp. máx. media (°C)                                                        | 19.1                                      | 19.9                                      | 23.1                                      | 27.3                                      | 31.2                                      | 32.3                                      | 32.4                                      | 32.4                                      | 31.4                                      | 28.6                                      | 25.0                                      | 21.6                                      | 27.0                                      |
| Temp. media (°C)                                                             | 14.8                                      | 16.1                                      | 19.3                                      | 23.1                                      | 26.2                                      | 27.4                                      | 27.5                                      | 27.1                                      | 25.9                                      | 23.1                                      | 19.3                                      | 16.0                                      | 22.2                                      |
| Temp. mín. media (°C)                                                        | 12.1                                      | 13.7                                      | 16.9                                      | 20.3                                      | 22.7                                      | 24.1                                      | 24.4                                      | 24.1                                      | 22.6                                      | 19.8                                      | 15.9                                      | 12.6                                      | 19.1                                      |
| Temp. mín. abs. (°C)                                                         | -0.9                                      | 2.4                                       | 4.9                                       | 10.4                                      | 14.9                                      | 16.5                                      | 18.7                                      | 19.8                                      | 13.7                                      | 8.5                                       | 4.0                                       | -1.0                                      | -1.0                                      |
| Precipitación total (mm)                                                     | 22                                        | 29                                        | 55                                        | 113                                       | 184                                       | 272                                       | 280                                       | 277                                       | 149                                       | 86                                        | 42                                        | 19                                        | 1527                                      |
| Días de precipitaciones (≥ 1 mm)                                             | 9.2                                       | 9.8                                       | 13.2                                      | 14.2                                      | 15.5                                      | 17.4                                      | 19.1                                      | 18.9                                      | 13.0                                      | 10.1                                      | 7.3                                       | 5.9                                       | 153.6                                     |
| Horas de sol                                                                 | 68                                        | 54                                        | 61                                        | 95                                        | 167                                       | 157                                       | 174                                       | 175                                       | 181                                       | 154                                       | 127                                       | 115                                       | 1528                                      |
| Humedad relativa (%)                                                         | 81.7                                      | 81.4                                      | 83.0                                      | 83.3                                      | 82.1                                      | 84.0                                      | 85.7                                      | 86.3                                      | 84.3                                      | 82.8                                      | 82.1                                      | 81.0                                      | 83.1                                      |
| Fuente: Instituto de Vietnam para la Ciencia y Tecnología de la Construcción |                                           |                                           |                                           |                                           |                                           |                                           |                                           |                                           |                                           |                                           |                                           |                                           |                                           |